# USS Michigan (1843)

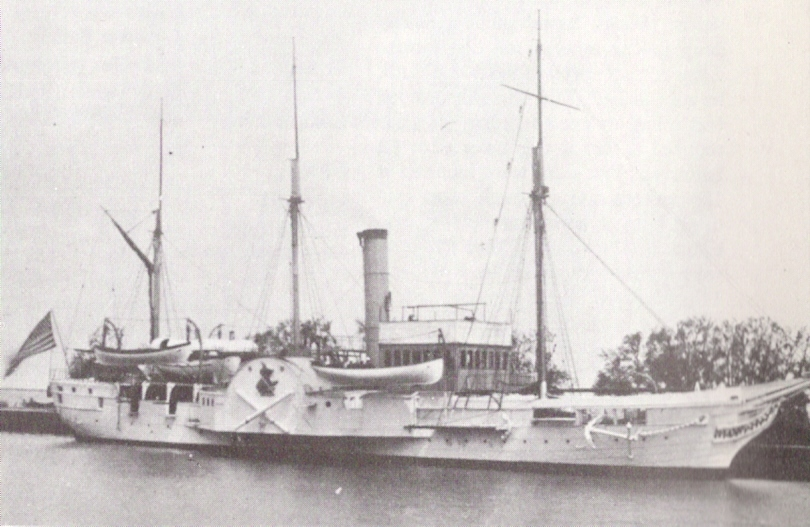
«Мічиган» вже після перейменування на «Волверін», між 1905 та 1912 роками.

USS Michigan був першим кораблем з металевим корпусом ВМС США. Всю свою службу провів на Великих озерах, зокрема і під час Громадянської війни у США, хоч бойові дії там не відбувалися. Корабель перейменували у USS Wolverine в 1905. Був флагманом Патруля Великих озер.

## Історія служби
Причиною спорудження корабля стало озброєння британцями, які тоді володіли Канадою, двох своїх пароплавів на озерах під час заворушень 1837.
На початку Громадянської війни конфедерати виношували наміри заволодіти кораблем аби завдати з його допомогою удар по судноплавству у регіоні. У 1864 році "Мічиган" зірвав спробу південців визволити своїх військовополонених. які утримувались на одному в островів.
Корабель перейменували у USS Wolverine в 1905. Був флагманом Патруля Великих озер, брав участь у правоохоронних операціях, зокрема арешті лідера громади мормонів Джеймса Джессі Странга (James Jesse Strang) у травні 1851 року.
Канонерський човен вивели зі складу флоту 1912 року і був передана військово-морській міліції (ополченню) Мічигану. Використовувався як навчальний корабель до 1923 року, поки в нього не вийшов з ладу двигун. Розібраний на метал 1949 після невдалих спроб зібрати кошти для збереження його в якості історичної пам'ятки.